# ای‌اچ-۴۹۴
اِی‌اچ-۴۹۴ (انگلیسی: AH-494) یک آگونیست قوی، انتخابی و محلول در آب گیرنده ۷ سروتونین و یکی از مشتقات ۵-کربوکسامیدوتریپتامین است که در مطالعات آزمایشگاهی، پروفایل داروشناختی (ADMET profile) خوبی داشته‌است.